# 位流

在NACA 0012翼型周圍的位流流線，攻角11°。

在流體動力學中，位流（Potential Flow）是指一道速度場是一純量函數（即速度位）的梯度的流。因此，位流的特點是無旋性速度場，這是對於幾種應用的有效近似。位流的無旋性是因為梯度的旋度始終為零的關係。
在不可壓縮流的類型中，位流滿足拉普拉斯方程與位理論。然而，位流也可用來描述可壓縮流。位流近似發生於穩流與非穩流的模型上。
位流應用於：翼型、海浪、電滲流與地下水流的外部流場。對於有強大渦效應的流，位流近似並不適用。

## 特性與應用

在均勻湍流中，圓柱周圍的不可壓縮位流流線。

### 描述與特性
在流體動力學裡以速度位φ這個時間與空間的函數來描述位流。流速v是向量場，等於速度位的梯度：
{\displaystyle \mathbf {v} =\nabla \varphi .}
有時則是被定義為：v = −∇φ，不過這裡是使用沒有減號的定義。從向量分析裡可以得知梯度的旋度等於零：
{\displaystyle \nabla \times \nabla \varphi =\mathbf {0} ,}
故渦度，即是速度場v的旋度也會是零：
{\displaystyle \nabla \times \mathbf {v} =\mathbf {0} .}
這意味著位流是無旋流，此性質直接關係到位流的適用性。在流的區域裡，渦度已經被知道是很重要的，如尾波與邊界層，位流理論不能提供流的合理預測。慶幸的是，通常流的區域是很大的，且這些區域已經假定是無旋的，這就是為什麼位流有很多的應用在。例如：航空機周圍的氣流、地下水流、聲學、水波、電滲流。

### 不可壓縮流
在不可壓縮流的範圍裡，如液體或低馬赫數的氣體，但不包括聲波，速度v的發散度為零：
{\displaystyle \nabla \cdot \mathbf {v} =0}
因此，速度位φ滿足拉普拉斯方程式，
{\displaystyle \nabla ^{2}\varphi =0}
這個「{\displaystyle \nabla ^{2}=\nabla \cdot \nabla }」是拉普拉斯算子（有時寫成Δ）。在這個情況中，可以以運動學來完全決定這道流：假定這道流是無旋與零散度的。動力學只能在之後作為應用：如翼型周圍的氣流使用伯努力定律計算。
在二維情形下，位流簡化成非常簡易的系統，可以用複分析來分析。

### 可壓縮流

#### 穩定流
位流理論也可以用在無旋可壓縮流模型上。
全位方程式描述穩定流如下：
{\displaystyle \left(1-M_{x}^{2}\right){\frac {\partial ^{2}\Phi }{\partial x^{2}}}+\left(1-M_{y}^{2}\right){\frac {\partial ^{2}\Phi }{\partial y^{2}}}+\left(1-M_{z}^{2}\right){\frac {\partial ^{2}\Phi }{\partial z^{2}}}-2M_{x}M_{y}{\frac {\partial ^{2}\Phi }{\partial x\,\partial y}}-2M_{y}M_{z}{\frac {\partial ^{2}\Phi }{\partial y\,\partial z}}-2M_{z}M_{x}{\frac {\partial ^{2}\Phi }{\partial z\,\partial x}}=0}
馬赫數為：
{\displaystyle M_{x}={\frac {1}{a}}{\frac {\partial \Phi }{\partial x}}} {\displaystyle M_{y}={\frac {1}{a}}{\frac {\partial \Phi }{\partial y}}} {\displaystyle M_{z}={\frac {1}{a}}{\frac {\partial \Phi }{\partial z}}}
這裡的a是區域聲速。流速v在這裡也等於∇Φ，Φ是速度位。只要假設流是無旋的，全位方程式在亞音速、穿音速、超音速下的任何攻角皆有效。
在亞音速流或超音速流的狀況中（不包括穿音速流與超高音速流），在小攻角與薄的物體下，可作而外的假設：速度位分成x方向的無擾流速V∞與一個微擾速∇φ：
{\displaystyle \nabla \Phi =V_{\infty }x+\nabla \varphi .}
在這個情況，線性小微擾位方程式為全位方程式的近似：
{\displaystyle \left(1-M_{\infty }^{2}\right){\frac {\partial ^{2}\varphi }{\partial x^{2}}}+{\frac {\partial ^{2}\varphi }{\partial y^{2}}}+{\frac {\partial ^{2}\varphi }{\partial z^{2}}}=0}
其中M∞ = V∞ / a∞是傳入自由流的馬荷數。此線性方程式比全位方程式更容易解出：藉由一個簡易的x方向座標伸縮，這可以帶入拉普拉斯方程式重算。

#### 聲波
小振幅的聲波可以近似成下列位流模型：
{\displaystyle {\frac {\partial ^{2}\varphi }{\partial t^{2}}}={\overline {a}}^{2}\Delta \varphi }
這是對於速度位φ的線性波方程式。根據v = ∇φ，速度向量的震盪部分v與速度位相關。Δ是拉普拉斯算子，ā是聲音在相同介質中的平均速度。注意，在此近似中，壓力p與密度ρ的震盪部分每個都滿足波方程式。

### 適用與侷限
位流並不具有真實世界中的流的所有特性。例如位流不包括在自然中常發生的亂流。位流理論也不能應用在黏性內流。理察·費曼認為位流太不物理了而在流體中只有「乾水」會遵守這個假設。
不可壓縮位流也製造了一個無效的預測數，這稱作達朗伯特悖論（d'Alembert's paradox）。
更精確的說，位流不能解釋包含邊界層在內的流的行為。
然而，在流體力學的許多分支中，了解位流是很重要的。尤其是在的簡單的位流（稱作基本流）如無渦流且點源擁有現成的解析解。這些解可以疊加來創造更複雜的流滿足各種邊界條件。這些流比整個流體力學更一致接近真實世界的流。此外，許多有價值的見解出現，當考慮到偏向（通常是輕微的）在觀測到的流與對應的位流。
位流在飛機設計上有許多應用。例如計算流體動力學，一種技巧是連結一個邊界層外的位流解到邊界層內的邊界層方程式解。

### 書目
- Batchelor, G.K., , Cambridge University Press, 1973, ISBN 0-521-09817-3
- Chanson, H., , CRC Press, Taylor & Francis Group, Leiden, The Netherlands, 478 pages, 2009, ISBN 978-0-415-49271-3 外部链接存在于|title= (帮助)

- Lamb, H.,  6th, Cambridge University Press, 1994 [1932], ISBN 9780521458689
- Milne-Thompson, L.M.,  5th, Dover, 1996 [1968], ISBN 0486689700